# 阿武咲奎也
阿武咲 奎也（おうのしょう ふみや、1996年7月4日 - ）は阿武松部屋に所属した元大相撲力士。青森県北津軽郡中泊町出身。本名・打越 奎也（うてつ ふみや）。身長176cm、体重165.0kg、血液型はO型。最高位は西小結（2017年11月場所、2018年1月場所）。

## 来歴

### アマチュア時代
祖父の勧めで5歳から相撲を始め、地元の中里道場に通って力をつけた。阿武松部屋の子供向け相撲教室「キッズ阿武松」も5歳の頃から通い、まだ阿武松部屋に入門するかしないかの頃であった阿夢露は当時から打越を知っていた。宝富士は中里道場の10学年先輩で、打越の憧れ。NHK大相撲中継の新十両インタビューでは「力士がカッコいいと思いました」と当時から大相撲に憧れていたことを話している。中泊町立中里小学校6年次に全日本小学生相撲優勝大会で優勝。中泊町立中里中学校進学後は2年次と3年次に全国都道府県中学生相撲選手権大会の無差別級で、大会史上初の2連覇を達成。2年生の全国都道府県中学生相撲選手権大会制覇自体も、自身が2011年に達成してから2025年にテムージン・チルグンが達成するまで次なる達成者は14年待つこととなった。その後雪国の生まれとあってウインタースポーツが得意。スキー、スノーボードもかなりの腕前で「昔から体重の割に動きが速く、バネがあるのはそのおかげ」だという。舞の海の話によると、子供の頃はやんちゃであったという。アマチュア時代は厳格な父から1週間で5kg増量することを命じられたり、腕立て伏せと縄跳びを1日に1000回やらされたりしたが、父が若かったので父と競いながら稽古をしていた。
中学卒業後は青森県立三本木農業高等学校に進学。1年生ながら全国高校相撲宇佐大会と国体相撲少年の部で優勝し、団体戦でも選抜高校相撲十和田大会優勝に貢献するなど、実力を遺憾なく発揮して自信を深めたため、卒業を待たずに角界入りすることを決意。2年時の11月に高校を退学して、中里道場の監督と部屋所属だった元十両・古市が大学の同期という縁で小学生のころから稽古の交流があった阿武松部屋（関脇・益荒雄）に入門し、2013年1月場所で初土俵を踏んだ。打越は入門に関して「あえて厳しい部屋を選びました。力士でいられるのは長くても20年。その時間を濃いものにしたいんです」と後に週刊誌で語っている。初土俵から名乗っている四股名の「阿武咲」には地元の恩師の「阿武松部屋、土俵上に花が咲くように」との願いが込められている。

### 入門から十両昇進まで
初土俵から一度も負け越す事なく順調に番付を上げ、2014年11月場所では東幕下3枚目で5勝2敗の成績を収め、場所後の番付編成会議にて2015年1月場所での新十両が決定した。18歳5ヶ月20日（番付発表時）は昭和以降で10番目に若いスピード出世。昇進会見では「これからも感謝の気持ちと謙虚さを忘れずに」と「感謝」と「謙虚」の言葉を8度も用いる様子を見せ、師匠の阿武松は「身長は低く体は小さいが、全身にバネがある。スピードと瞬発力で、相手を根こそぎ持って行くような相撲を取ってほしい」と願い「相撲界で一番稽古する力士になってもらいたい」と期待していた。

### 十両昇進から新入幕まで
関取昇進後は2場所目の2015年3月場所で入門以来初の負け越しを経験した。同年11月場所では11日目から自身初の休場となったが、13日目から再出場した。この年は3場所勝ち越して1年間十両の地位に定着した。しかし怪我の影響もあり2016年5月場所では幕下への陥落を経験。陥落直前には春巡業館林場所で朝稽古の最後に稀勢の里（当時は大関）とぶつかり稽古を行っている様子が伝えられた。巡業で稽古を積んだ甲斐があってか、5月場所は優勝決定戦で小柳に敗れはしたが7戦全勝で1場所での十両返り咲きを決めた。9月場所では千秋楽まで十両の優勝争いにからみ、11勝4敗の好成績で場所を終えた。続く11月場所は負け越したが、2017年1月場所は9勝6敗で勝ち越し、翌3月場所では千秋楽まで優勝争いに絡んで西十両2枚目で9勝6敗の成績を残し、5月場所で新入幕を果たした。

### 新入幕から三役昇進まで
稽古の甲斐もあり、新入幕で迎えた2017年5月場所は初日こそ黒星だったものの、2日目からの5連勝もあり12日目に勝ち越しが決定。千秋楽は入門前からのライバルで、中学・高校と全国大会で競い合ってきた貴景勝に敗れた。それでも最終的には10勝5敗の二桁勝利で、自身初の三賞となる敢闘賞を受賞した。（因みに、この場所の三賞受賞者は阿武咲を含めて4人いるが、他の3人も全員千秋楽は敗れるという珍事になった。）初三賞の感想を「全然考えてなかったです。ありがたいですし、うれしいですね」と述べ、記者から「今場所を振り返って」「新入幕で、初めてのことも多かったと思います」と聞かれると、「いいところも悪いところも全部出たんじゃないですかね。課題も見つかりましたが、自信になった部分もありますよ」「皆様の応援のおかげですし、何より1番1番楽しめたと思います」とそれぞれコメントした。6月17日は出稽古にやってきた稀勢の里と27番取って5勝した。その中には、電車道で持っていく相撲もあった。
次の7月場所は番付運良く前場所より7枚半上昇で西前頭6枚目となった。その7月場所は13日目に4敗目を喫して脱落するまで優勝争いに加わり、最終的に10勝5敗、受賞は逃したが、敢闘賞と技能賞の候補に入った。新入幕から2場所連続2桁勝利は年6場所制下では4人目となる記録。8月16日の夏巡業津軽りんご市場場所では、いつも胸を出してもらっている高安に三番稽古で7戦全勝するなど絶好調であった。「よかったと思う。足がよく動いた。地元の声援がうれしかった」と阿武咲は感想を述べている。
続く9月場所は上位総当りの東前頭3枚目の番付となった。横綱・大関に休場者が多かったため実際に対戦したのは1横綱2大関だけであったが、横綱・日馬富士からの初金星獲得と大関・照ノ富士からの白星があり、5日目終了時点では幕内の優勝争いの単独首位となっていた。特に日馬富士戦で金星を獲得した際には、空中を前方一回転させる叩き込みを決めている。後半戦では3連敗もあって優勝争いから脱落したが、最終的に10勝5敗とし、15日制が定着した1949年夏場所以降では達成者がいなかった、新入幕から3場所連続の二桁白星という快挙を達成し、2度目の敢闘賞も獲得した。千秋楽の支度部屋では「二桁勝つことができて本当にうれしい。師匠から教わった押し相撲が取れた」と話す一方、「まだ一発で持っていく馬力がないという課題が分かった。自分の相撲を磨いて、次の九州場所に備える」と先を見ていた。この好成績により、11月場所では新小結（西小結）に昇進した。21歳3ヶ月での新三役昇進は、平成以降初土俵の力士としては6番目の年少記録である。

### 三役昇進以降
11月場所は初日の日馬富士戦に勝利して幸先の良いスタート切ったが、その後の上位戦は立ち合いから攻め込みながらも足が流れて負ける取組が多く、2日目から6連敗となった。11日目の栃煌山戦にも敗れて勝ち越しに後が無くなったが、そこから連勝。14日目には2敗で白鵬を追っていた北勝富士に土を付け、千秋楽では同郷の先輩にあたる宝富士を電車道で押し出し、新三役の場所を勝ち越して終えた。2018年1月場所は9日目まで4勝5敗と振るわなかったばかりか、9日目の逸ノ城戦で右膝を痛め、都内で診察を受け「右膝後十字靱帯損傷で1月場所の休場を要する」との22日付の診断書を提出して10日目から休場。幕内での休場は自身初。新入幕から5場所目で初めて負け越したのは年6場所制定着以降阿武咲が9人目であり、休場によるケースは1985年5月場所の北尾以来2例目。場所後の2月3日、芝公園の増上寺で行われた節分追儺式は直前の場所を休場した関係上一度は不参加を伝えたが、場所後に参加を決め、実際に勢と仲良く豆を撒いた。
3月場所は怪我が回復しないため全休。場所後の春巡業は初日からの休場が発表された。5月場所は十両へ陥落して、西十両筆頭の番付で土俵へ復帰した。この場所は12勝3敗と格の違いを見せて、自身初めての各段優勝となる、十両優勝を果たした。7月場所は西前頭11枚目と2度目の入幕を果たし、ここでも10勝5敗と自身4度目の幕内2桁白星。9月2日の阿武松部屋へ出稽古へやって来た稀勢の里と13番取って3勝。最初の一番からエンジン全開だった。稀勢の里は阿武咲の激しい突き押し、強烈な喉輪を何発も受けながらも、まわしにこだわらず突き押しで対抗。その後も、まるで血気盛んな若手同士が行うほどの激しい相撲が続き、稀勢の里は鼻血を出しながら途中「あークソ」と叫ぶなど感情もむき出しにした。
2020年3月場所は西前頭5枚目の地位で9勝6敗の勝ち越し。10日目に横綱の白鵬を破って優勝争いを混戦に持ち込んだことが評価され、殊勲賞を獲得。
12月18日から23日かけて6日間、相撲教習所で行われた合同稽古を皆勤した。皆勤は関取では他に霧馬山のみ。
2021年1月、天鎧鵬が23代音羽山を襲名する直前には既に年寄名跡の音羽山を取得していたことが報道されたが、その後入門時の師匠である元益荒雄が所有との報道があり、2023年12月に時津風一門の元横綱鶴竜が取得して襲名した。
2021年1月場所は、11日目に1敗の単独首位であった大栄翔に土を付ける活躍を見せ、この場所を10勝5敗で終えた。千秋楽に白星を挙げたら受賞という条件付きで敢闘賞候補に挙がりそのことに関しては「特に意識していない」と話し、千秋楽に敗れた際は「先に手を伸ばされた。しっかり前に出ようという意識だった。負けたので自分が弱いだけです」とコメント。11月場所は東前頭2枚目まで番付を上げ、2018年初場所以来の三役返り咲きを目前にした。この場所に向け「感覚自体は今、ものすごくいいので、しっかり気持ちを高めて。あとは思い切ってやるだけかなと思います」と好調をアピールした。　　
2022年5月場所は肋骨骨折により途中休場。最初の一週間は痛みで横になることが出来ず座った状態で睡眠を取ったが、7月場所前には相撲を取る稽古ができる段階まで回復し、順調な仕上がりが報じられた。7月場所は10勝5敗と好成績。場所後の8月8日、出身地の青森県出身の幼馴染と結婚したことを発表。互いの実家は近所の上、互いの両親同士は同級生だという。「昔から一緒だった。好きなこと、感覚、価値観、本当に全部一緒」と語っている。
2023年1月場所は終盤まで優勝争いに加わったことが評価され、千秋楽に勝って11勝目を挙げればという条件付きで敢闘賞を受賞することとなったが、千秋楽は豊昇龍に反則負けで受賞ならずであった。
3月場所は7日目若隆景戦で負傷し、9日目から「両側内側半月板損傷、右陳旧性後十字靱帯（じんたい）損傷で今後約2カ月間、精査・加療を必要となる見込み」との診断書を提出し、途中休場。師匠の阿武松（元幕内・大道）は「元から痛めていたところを悪化させた感じ。特に痛めているのが右膝。今、痛くて、今日（9日目）の相撲は無理だが、本人は再出場したいと言っている。様子を見て」と、今後の回復次第では再出場の可能性もあると説明していたが、再出場することなく千秋楽まで休場となった。
結局2023年は1年を通じ前頭1桁の番付を維持したものの、東前頭5枚目で迎えた11月場所、初日勝利の後3連敗、6連敗、3連敗で3勝12敗に終わり、2024年1月場所は7場所ぶりの2桁番付となる西前頭14枚目に落ちる。しかし同場所で1年ぶりの2桁勝利となる10勝5敗。続く3月場所も9勝6敗と勝ち越し、5月場所は東前頭5枚目に浮上したものの7勝8敗と3場所ぶりに負け越す。同地位据え置きとなった7月場所、初日から3連敗の後、右足関節炎、右膝陳旧性後十字靱帯損傷の診断書を提出して休場、4敗11休で終わり、9月場所は2018年5月場所以来の十両となる西十両筆頭に陥落した。9月場所の番付が発表された8月26日、7月場所中に右足首の手術を受けていたことを公表した。11月場所は怪我の影響で12日目まで2勝しかできず、13日目から協会に「右膝後十字じん帯損傷、右変形性足関節症などで3週間の安静加療を要する」との診断書を提出し、休場した。これにより、45場所連続で守り抜いた関取の地位を離れることが決定的となった。場所後の12月18日、日本相撲協会に引退届を提出し、受理された。引退後は相撲協会に残らず、退職することを明かしている。
19日の引退会見では「相撲取れる体ではなくなった」と引退の理由を説明し、思い出の取組として2023年1月場所13日目に当時の大関・貴景勝に敗れた相撲を挙げ「取り終えた瞬間は悔しかったが最高峰の舞台で優勝争いをしたことが特別だった」と振り返った。貴景勝とは少年時代からライバル同士であったこともあって引退の際には電話で報告しており、会見では「同じ時代に生きられて良かった。『俺たち、頑張ったよな』と言われて、うれしかった」と涙を浮かべた。今後自身も愛用していたスキンケア用品を扱う企業に就職すると明かし、断髪式については2025年6月1日に開催する予定を示した。美容界に転身した理由としては「自分自身、肌が弱くて馬油に助けられたので、同じように困っている人の力になれば」と語っており、将来的な独立・起業も視野に入れている。舞の海は「太く短くというのもお相撲さんらしくてすがすがしい」と潔い引退を労っていた。
三役経験者が引退して、年寄名跡を襲名しなかったのは、「日本国籍」「不祥事が原因でない」という条件だと追風海、隆乃若、千代天山、松鳳山、常幸龍、千代大龍に次いで2000年以降では7人目。

## 取り口

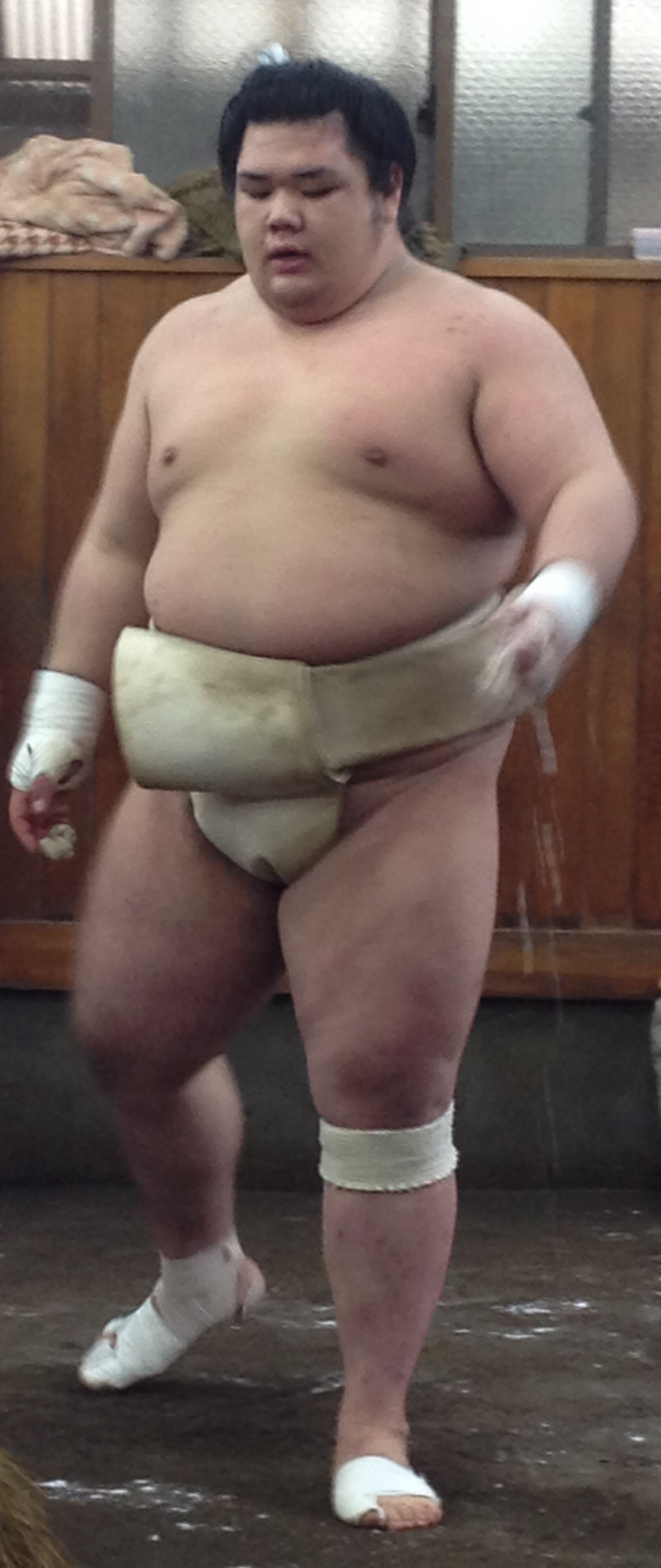
稽古場での阿武咲（2015年1月4日撮影）

短躯肥満を活かした速攻の突き押しを得意としており、花田虎上からは瞬発系のスピード相撲は入門時の師匠譲りとの評価を得ている。若い頃は基本的に組みも引きもせず一直線に出る相撲を取り、下半身のバネの強さを利用して相手を一気に土俵外へ出す相撲もままあった。一方でバネが強いということは股関節が固いということであり、体重が重いこともあって簡単に落ちる相撲も目立ち、負ける時は大抵引き技で負ける。両足首が悪い場所は前に出る力も弱くなり、元々落ちやすいのがさらに落ちやすくなる。2017年5月場所などは相手を見過ぎて得意の速攻が見られず、武蔵川（元横綱・武蔵丸）もそれを指摘している。同場所では15番中10秒以内に終わった取組が13番、5秒以内が10番と、相手を見過ぎたとはいえ相撲は速い。2017年11月場所前の座談会で、阿武松は基本的に叩かれてもいなされても突き押しに徹するように阿武咲に指導しており、突き押しを交えながら相手の内側に入っていく方向で相撲を教えている、という趣旨の発言をしている。
異口同音に押しだけでなく組んでも取れるという評価があり、舞の海は「阿武咲は一七六センチとあまり長身ではないので、絞ってこられたらなかなか下手は差せないし、上手を取ろうとすると押されてしまう。あの体型は武器だと思います」とコメントしている。しかし幕内に上がってからしばらくした頃で引き・叩きが若干目立つ時期もあった。2019年5月場所頃の阿武咲にとって理想の相撲は差し手を封じて喉輪で上体を起こしてそのまま前に出る相撲であり、同場所6日目の朝乃山戦がその典型である。2020年3月場所10日目には白鵬のかち上げにひるまずにしぶとく前に出て押し出しで破っており、八角理事長（元横綱・北勝海）から「白鵬に勝つにはこういう相撲という、お手本のような内容だった」と評された。四つ相撲が全く取れない訳ではないことが却って災いし、廻しを狙う立合いをして当たりが弱くなることもあり、2021年11月場所2日目がその好例である。2021年の平均取組時間は4.8秒であり、この年の6場所全てで幕内在位した力士の中で1位の相撲の短さ。

## エピソード

### 取組関連
- 2019年11月場所7日目、幕内で初顔から4連敗であった明生から初白星を挙げる。明生とは幕内で初顔になる前に十両でも1回対戦があり、アマチュア時代から数えると過去10回程度対戦があったが、この白星がプロ・アマチュア通じて初の明生からの白星であったという[79]。
- 2022年1月場所14日目の明生戦では1度目の仕切りで仕切り線より前に手が出てしまったため行司の3代木村容堂から「下がって」と注意を受け、立合い自体も成立までに3度を要するなど立合いが乱れた。ABEMA大相撲中継視聴者から寄せられた「この立ち合いどっちがダメとかあるの?」という質問が読み上げられると、解説を務めた花田虎上は「お互いの駆け引きでそうなってしまった。この場合はどっちもどっちでしょうね」と答えた[80]。

#### 恩返し
- 白鵬が主催する少年相撲大会「白鵬杯」の第1期出場メンバーでもある。2017年7月30日に開催された夏巡業岐阜場所では「強い人とやると、食ってやろう、と思う。強い人の方が燃える」と、初の上位総当たり戦となる同年9月場所において「白鵬杯」で縁のある白鵬に対する恩返しを行うことを誓った[81]。ところが、その9月場所は左大腿四頭筋腱炎及び左足関節靱帯損傷により白鵬は休場。本人への恩返しは翌11月場所以降に持ち越しとなった。
  - 2020年3月場所10日目に白鵬からの初金星を兼ねる初白星を獲得し、恩返しを果たした[82]。
- 2017年7月場所11日目は同郷の宝富士と初顔となり恩返しした。勝った阿武咲は支度部屋で「ずっとかわいがってもらっていた。俺も強くなったというのを見せたかった」と話していた。一方負けた宝富士は「（故郷の）町では宝富士は終わった。（これからは）阿武咲だなと言われそう」と落胆していた[83]。

### 巡業関連
- 2015年8月23日の夏巡業札幌場所では白鵬や尾車から太鼓判を押された。白鵬が「（夏巡業の）後半は阿武咲が頑張ってた」と言えば、尾車巡業部長も「遠藤も逸ノ城もおちおちしていられない」と評価するほどであった[84]。

### 他の力士との関係
- 貴景勝とは親友であり、巡業では昼休憩になると2人仲良く裸になって一緒に寝そべって、携帯電話で遊んでいた。しかし小学生の頃から土俵の上では良きライバルである[85][12]。貴景勝については、最初はふてぶてしいので大嫌いであったため口も聞かなかったが、2014年11月場所前に出稽古に行ったときに初めて喋ったのがきっかけで友達になったといい[86]、考え方や見方、持っているものの違いから貴景勝と接することは勉強になるという[12]。
- 稀勢の里からは稽古でも私生活でも目をかけられている[16]。
- 2021年10月25日に相撲教習所で行われた合同稽古の際には、既に引退して年寄・間垣を襲名していた白鵬との対戦の思い出について「結局1番しか勝てなかったが、その辺も自分の中でも悔しい思いもあるので、そういう後悔はしたくない。これから先をもっと大事にやっていかないといけない」とコメント[87]。

#### 先輩・德勝龍
- 德勝龍とは「大好きな先輩。小さい頃から、お兄ちゃんのような存在だった」という親しい間柄。德勝龍は、同じ近大相撲部で同学年の宝富士が故郷の青森に帰省した時に同行。そこで少年時代の阿武咲に稽古をつけてくれた[88]。2017年5月場所12日目には德勝龍を破って勝ち越しを決めて恩返しを果たしている[89]。
  - 次の日の支度部屋で德勝龍に会った阿武咲は「おかげさんで勝ち越しました」と礼を言ったが、これに関して德勝龍は2017年6月17日に浅草の東洋館で行われたトークショーで「いやいやその相手おれだから（笑）」と阿武咲にツッコミを入れている。阿武咲は、同じトークショーで「でも対戦の時に德勝龍関が顔を張ってくる」と苦言を呈している[88]。
  - 翌2017年7月場所は先場所より2日早い10日目で勝ち越しを決めたが、その相手は又もや德勝龍であった。

### 郷土力士として
- 『阿武咲』の文字を当時の中泊町町長であった小野俊逸が手掛け、北村春一が絵を手掛けた青森ねぶたの化粧廻しと、阿武松が尊敬するグラフィックデザイナーの松永真が手掛けたヒョウの柄の化粧廻しを持っている[90]。
- 2017年11月場所前に行われたNHKアナウンサーの沢田石和樹によるインタビューでは、宝富士と地元後援会が共通していると明かしている[86]。

### 趣味・嗜好
- カラオケではCHEMISTRYをしばしば熱唱する。その腕前はプロ級[16]。
- 音楽鑑賞も趣味だが、音楽で気持ちが高まりすぎて相撲に余分な力が入ることからある時期から取組前に聴くのはやめている[86]。

### 角界外部との交友関係
- 佐々岡真司とは親交がある[91]。

### その他
- 2017年9月場所7日目から国技館の売店に急遽阿武咲の錦絵が加わった。99年ぶりに3横綱2大関が休場する異常事態の今場所を盛り上げている若武者とあって「あまりにも多くのお客さんから聞かれるので」と相撲錦絵師の木下大門が急遽、5時間かけて製作した。30年以上も錦絵をつくる木下が、場所中に急遽製作したのは3度目のこと。「ざんばら髪の遠藤と、同じくざんばら髪の逸ノ城のとき以来です。今回はあまり相撲観戦に不慣れなご婦人まで求められてきたので一種の事件ですね」と木下は語る[92]。
- 王林とは結婚したい心はないが、共演したい心はあると言う。
- 高校時代はヤンチャであったため、学校関係者もそんな打越少年の教育のためにプロ入りを勧めたという話もある。

## 主な成績
引退時点

### 通算成績
- 通算成績：473勝422敗57休（71場所）
- 幕内成績：297勝287敗46休（42場所）

### 各段優勝
- 十両優勝：1回（2018年5月場所）

### 三賞・金星
- 三賞：4回
  - 殊勲賞：1回（2020年3月場所）
  - 敢闘賞：3回（2017年5月場所、2017年9月場所、2018年11月場所）
- 金星：2個
  - 白鵬：1個（2020年3月場所）
  - 日馬富士：1個（2017年9月場所）

### 場所別成績
| | 一月場所 初場所（東京） | 三月場所 春場所（大阪） | 五月場所 夏場所（東京） | 七月場所 名古屋場所（愛知） | 九月場所 秋場所（東京） | 十一月場所 九州場所（福岡） |
| --- | ----------------------- | ----------------------- | ----------------------- | --------------------------- | ----------------------- | --------------------------- |
| 2013年 （平成25年） | （前相撲）              | 東序ノ口7枚目 6–1       | 東序二段17枚目 6–1      | 東三段目55枚目 6–1          | 西三段目3枚目 4–3       | 西幕下54枚目 5–2            |
| 2014年 （平成26年） | 東幕下34枚目 4–3        | 東幕下28枚目 5–2        | 東幕下16枚目 5–2        | 東幕下10枚目 4–3            | 東幕下8枚目 5–2         | 東幕下3枚目 5–2             |
| 2015年 （平成27年） | 東十両11枚目 8–7        | 東十両9枚目 7–8         | 東十両10枚目 8–7        | 東十両8枚目 7–8             | 東十両9枚目 9–6         | 西十両6枚目 4–10–1          |
| 2016年 （平成28年） | 東十両14枚目 8–7        | 西十両12枚目 5–10       | 西幕下3枚目 7–0         | 東十両12枚目 7–8            | 東十両12枚目 11–4       | 東十両4枚目 7–8             |
| 2017年 （平成29年） | 西十両5枚目 9–6         | 西十両2枚目 9–6         | 東前頭14枚目 10–5 敢    | 西前頭6枚目 10–5            | 東前頭3枚目 10–5 敢★    | 西小結 8–7                  |
| 2018年 （平成30年） | 西小結 4–6–5            | 西前頭5枚目 休場 0–0–15 | 西十両筆頭 優勝 12–3    | 西前頭11枚目 10–5           | 西前頭6枚目 4–11        | 東前頭13枚目 11–4 敢        |
| 2019年 （平成31年 /令和元年） | 西前頭6枚目 8–7         | 西前頭5枚目 5–10        | 西前頭10枚目 8–7        | 東前頭8枚目 6–9             | 東前頭11枚目 9–6        | 東前頭6枚目 7–8             |
| 2020年 （令和2年） | 西前頭7枚目 9–6         | 西前頭5枚目 9–6 殊★     | 感染症拡大 により中止   | 西前頭2枚目 2–13            | 西前頭9枚目 10–5        | 東前頭2枚目 7–8             |
| 2021年 （令和3年） | 西前頭3枚目 9–6         | 西前頭筆頭 4–11         | 西前頭5枚目 7–8         | 東前頭6枚目 7–8             | 西前頭6枚目 10–5        | 東前頭2枚目 5–10            |
| 2022年 （令和4年） | 東前頭5枚目 10–5        | 東前頭3枚目 6–9         | 東前頭5枚目 2–4–9       | 東前頭15枚目 10–5           | 西前頭7枚目 5–10        | 東前頭11枚目 9–6            |
| 2023年 （令和5年） | 東前頭8枚目 10–5        | 東前頭4枚目 4–5–6       | 東前頭9枚目 8–7         | 西前頭5枚目 6–9             | 東前頭6枚目 9–6         | 東前頭5枚目 3–12            |
| 2024年 （令和6年） | 西前頭14枚目 10–5       | 東前頭8枚目 9–6         | 東前頭5枚目 7–8         | 東前頭5枚目 0–4–11          | 西十両筆頭 1–4–10       | 東十両10枚目 2–11–2         |
| 2025年 （令和7年） | 東幕下3枚目 引退 –      | x                       | x                       | x                           | x                       | x                           |
| 各欄の数字は、「勝ち-負け-休場」を示す。 優勝 引退 休場 十両 幕下 三賞：敢=敢闘賞、殊=殊勲賞、技=技能賞 その他：★=金星 番付階級：幕内 - 十両 - 幕下 - 三段目 - 序二段 - 序ノ口 幕内序列：横綱 - 大関 - 関脇 - 小結 - 前頭（「#数字」は各位内の序列） |                         |                         |                         |                             |                         |                             |

1. ↑  左足関節外側側副靱帯損傷のため11日目から途中休場、13日目から再出場
2. ↑  幕下優勝決定戦進出
3. ↑  右膝後十字靱帯損傷のため10日目から途中休場
4. ↑  右膝靭帯損傷のため全休
5. ↑  無観客開催
6. 1 2 3  東京開催
7. ↑  3日目まで無観客開催
8. ↑  左10、11肋骨（ろっこつ）骨折のため6日目より途中休場。
9. ↑   両側内側半月板損傷、右陳旧性後十字靭帯損傷のため9日目より途中休場。
10. ↑  右足関節炎、右膝陳旧性後十字靱帯損傷のため4日目より途中休場。
11. ↑  右変形性足関節症、右膝陳旧性後十字靱帯損傷などのため5日目より途中休場。
12. ↑  右膝後十字靱帯（じんたい）損傷（陳旧性）、右変形性足関節症、右足根洞症候群で3週間の安静加療を要するため13日目より途中休場。

## 合い口
（以下は最高位が横綱・大関の現役力士）
- 横綱・豊昇龍には3勝6敗。豊昇龍の大関昇進後は1敗。
- 横綱・大の里には2勝。大の里の大関昇進後は対戦なし。
- 大関・琴櫻には2敗。琴櫻の大関昇進後は1敗。
- 元大関・正代には5勝7敗（うち不戦勝1）。正代の大関在位中は3勝5敗（うち不戦勝1）
- 元大関・髙安には5勝5敗。髙安の大関在位中は1勝1敗。
- 元大関・朝乃山には3勝8敗。（うち不戦勝1）。朝乃山の大関在位中は4敗。
- 元大関・御嶽海には6勝12敗。御嶽海の大関在位中は1敗。
- 元大関・霧島には5勝5敗。霧島の大関昇進後は1敗。

（以下は最高位が横綱・大関の引退力士）
- 元横綱・白鵬には2勝3敗（うち不戦勝1）。阿武咲が勝った2020年3月場所10日目の取組は、結果的に白鵬が最後に配給した金星になった。
- 元横綱・日馬富士には2勝。2017年9月場所で金星を獲得した。
- 元横綱・稀勢の里には1敗。
- 元横綱・照ノ富士には5勝5敗（うち不戦勝1）。照ノ富士の大関在位中は1勝1敗。照ノ富士の横綱昇進後は1勝3敗（うち不戦勝1）。2022年3月場所は不戦勝。直近の自力勝利は2021年3月場所。
- 元大関・豪栄道には1勝3敗。阿武咲が勝った2020年1月場所千秋楽の取組は、豪栄道にとって現役最後の一番になった。
- 元大関・琴奨菊には3勝6敗。琴奨菊の大関陥落後の対戦成績である。
- 元大関・栃ノ心には2勝3敗。栃ノ心の大関在位中は対戦なし。
- 元大関・貴景勝には3勝12敗。貴景勝の大関昇進後は1勝10敗。直近では2021年1月場所で勝利した。

### 幕内対戦成績
| 力士名   | 勝数 | 負数 | 力士名   | 勝数 | 負数  | 力士名   | 勝数 | 負数 | 力士名   | 勝数 | 負数 |
| -------- | ---- | ---- | -------- | ---- | ----- | -------- | ---- | ---- | -------- | ---- | ---- |
| 碧山     | 9(1) | 7    | 朝乃山   | 3(1) | 8     | 熱海富士 | 0    | 2    | 阿炎     | 5    | 3    |
| 荒鷲     | 3    | 1    | 勢       | 1    | 1     | 石浦     | 4    | 0    | 逸ノ城   | 3    | 5    |
| 一山本   | 2    | 0    | 宇良     | 2    | 6     | 遠藤     | 7    | 8    | 炎鵬     | 3    | 3    |
| 王鵬     | 3    | 4    | 大の里   | 2    | 0     | 隠岐の海 | 8    | 8    | 魁聖     | 3(1) | 2    |
| 輝       | 5    | 7    | 稀勢の里 | 0    | 1     | 旭大星   | 0    | 1    | 霧島     | 5    | 5    |
| 金峰山   | 2    | 1    | 豪栄道   | 1    | 3     | 豪ノ山   | 2    | 3    | 琴恵光   | 3    | 5    |
| 琴櫻     | 0    | 2    | 琴奨菊   | 3    | 6     | 琴勝峰   | 6    | 3    | 琴勇輝   | 2    | 0    |
| 佐田の海 | 10   | 3    | 島津海   | 1    | 0     | 志摩ノ海 | 2    | 3    | 正代     | 5(1) | 7    |
| 湘南乃海 | 1    | 3    | 松鳳山   | 4    | 6     | 大奄美   | 2    | 0    | 大栄翔   | 8    | 9    |
| 大翔鵬   | 3    | 0    | 大翔丸   | 2    | 1     | 貴景勝   | 3    | 12   | 貴源治   | 1    | 0    |
| 貴ノ岩   | 2    | 0    | 隆の勝   | 7    | 11(1) | 髙安     | 5    | 5    | 宝富士   | 13   | 8    |
| 玉鷲     | 8    | 7    | 千代翔馬 | 5    | 5     | 千代大龍 | 6    | 6    | 千代ノ皇 | 1    | 0    |
| 千代の国 | 2    | 1    | 千代丸   | 7    | 0     | 剣翔     | 2    | 4    | 照強     | 5    | 2    |
| 照ノ富士 | 5(1) | 5    | 徳勝龍   | 2    | 2     | 栃煌山   | 4    | 3    | 栃ノ心   | 2    | 3    |
| 翔猿     | 3    | 7(1) | 友風     | 2    | 2     | 豊ノ島   | 0    | 1    | 豊響     | 1    | 0    |
| 錦木     | 3    | 3    | 錦富士   | 5    | 0     | 白鵬     | 2(1) | 3    | 日馬富士 | 2    | 0    |
| 英乃海   | 2    | 1    | 平戸海   | 4    | 2     | 武将山   | 1    | 0    | 豊昇龍   | 3    | 6    |
| 北青鵬   | 1    | 2    | 北勝富士 | 9    | 9(1)  | 御嶽海   | 6    | 12   | 水戸龍   | 0    | 1    |
| 翠富士   | 2    | 4    | 妙義龍   | 14   | 5     | 明生     | 8    | 6    | 矢後     | 1    | 1    |
| 豊山     | 7    | 3    | 嘉風     | 4    | 3(1)  | 竜電     | 5    | 6    | 若隆景   | 4    | 5    |
| 若元春   | 1    | 4    |          |      |       |          |      |      |          |      |      |

（カッコ内は勝数、負数の中に占める不戦勝、不戦敗の数。）

## 改名歴
- 阿武咲 奎也（おうのしょう ふみや）2013年1月場所 - 2025年1月場所